# Annemarie Bostroem
Annemarie Bostroem (Bostroem-Hinze, ur. 24 maja 1922 w Lipsku, zm. 9 września 2015 w Berlinie) – niemiecka poetka, dramatopisarka i autorka tekstów. Jej ostatnim miejscem zamieszkania była berlińska dzielnica Prenzlauer Berg.

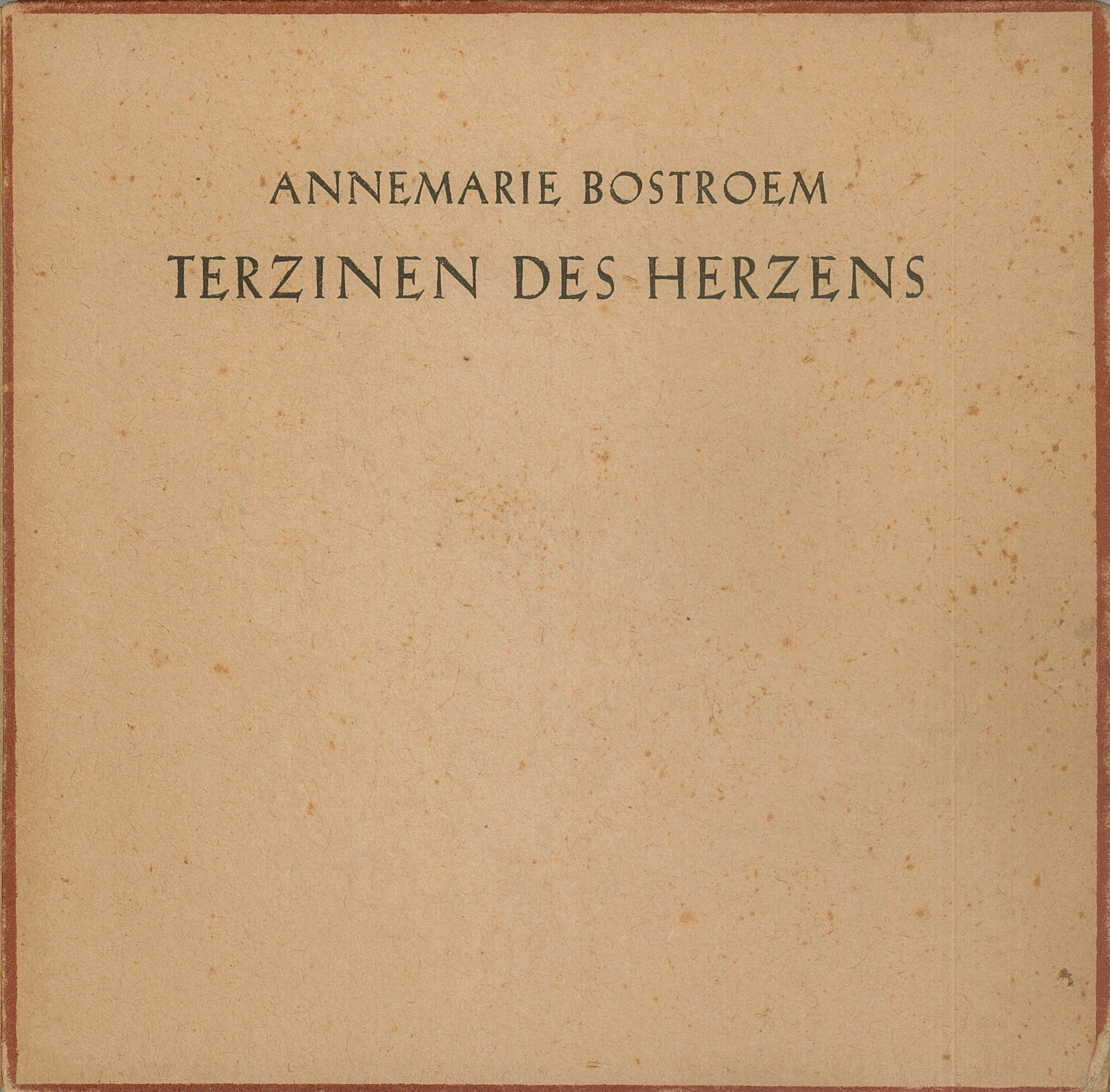
Okładka Terzinen des Herzens - wyd. 1947 r.

## Życiorys
Annemarie Bostroem urodziła się w rodzinie lekarzy w Lipsku. Uczęszczała do szkół w Monachium i Królewcu, w czasie II wojny światowej studiowała teatrologię i germanistykę w Lipsku, Berlinie i Wiedniu. Od 1944 do śmierci w 2015 mieszkała w Berlinie. Od 1946 do 1954 Bostroem była współpracowniczką wydawnictwa Aufbau-Bühnenvertriebs, dla którego pisała wiersze i sztuki teatralne. Szczególną reputację zyskała jako poetka (przekłady z różnych języków oparte na wersjach interlinearnych w ok. 95 antologiach i wydaniach indywidualnych, ok. 100 000 wersów wierszy).
Jej pierwszym tomikiem poezji był Terzinen des Herzens (1947), ale został odrzucony ideologicznie w sowieckiej strefie okupacyjnej NRD, a wydanie z Wydawnictwa Insel ocenzurowano w 1975 roku. Niemniej jednak książka odniosła sukces w NRD: sprzedano około 100 000 egzemplarzy. Bostroem była zamężna z Friedrichem Eisenlohrem (1889–1954), dziennikarzem, dramaturgiem, pisarzem i wydawcą. W 1957 roku wyszła za mąż za aktora Heinza Hinze, z którym miała dwoje dzieci. Heinz Hinze wprowadził również córkę do małżeństwa.

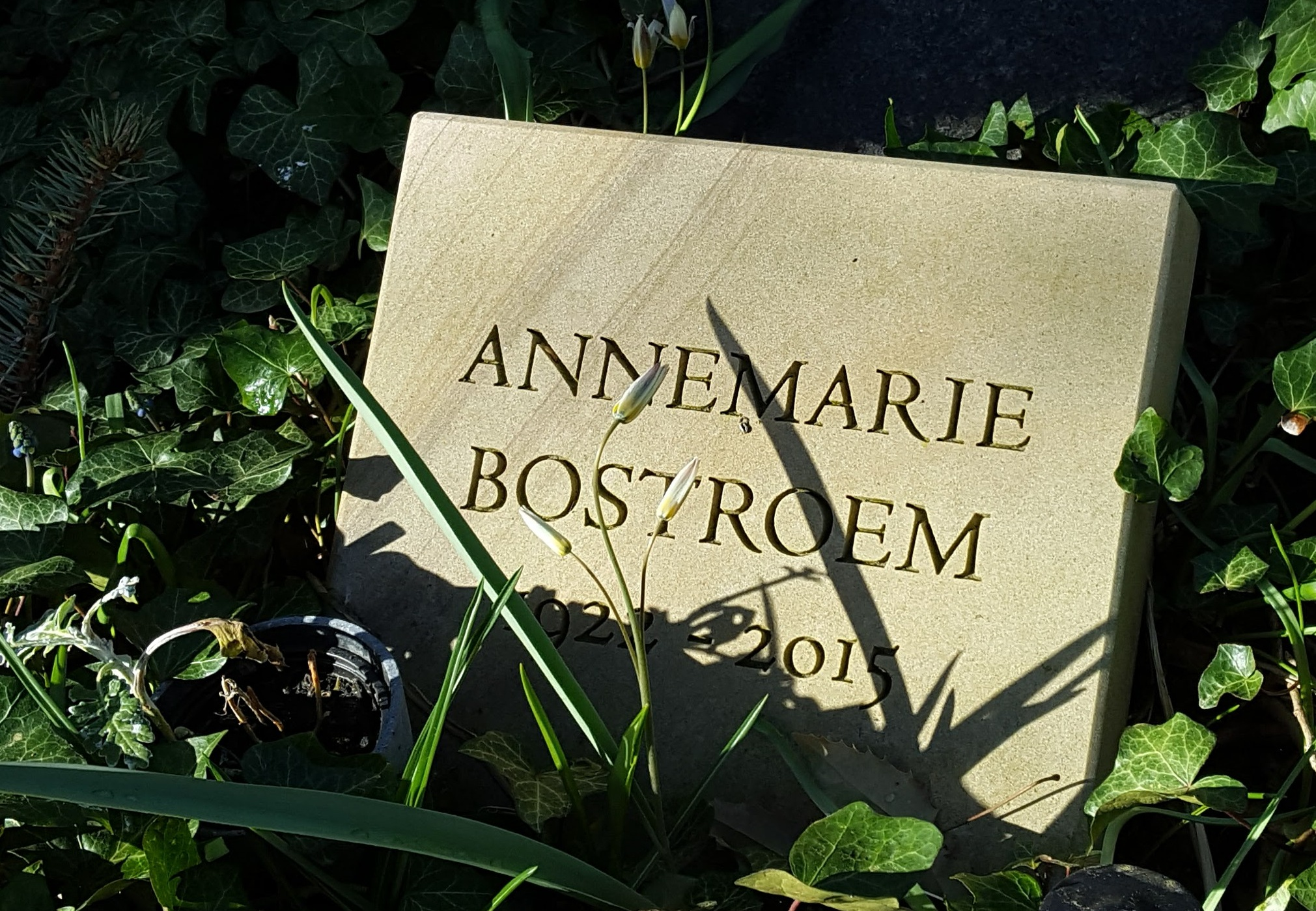
Nagrobek Annemarie Bostroem na berlińskim cmentarzu Dorotheenstädtischen Friedhof

Przyjaźniła się z ceramiczką i rzeźbiarką, Hedwigą Symanzik z Królewca – prace artystki stały w gabinecie Annemarie Bostroem.
Zmarła w Berlinie 9 września 2015 r.

## Nagrody
- Lyrikpreis Tägliche Rundschau (1946)[5]
- Ehrengabe der Deutsche Schillerstiftung, Weimar

## Utwory (wybór)
- Terzinen des Herzens, Gedichte (1947, Rupert-Verlag / 1951–1986 Insel-Verlag (ocenz.) / 1999 Ackerpresse / 2012 Razamba z posłowiem Nory Gomringer).
- Die Kette fällt, Schauspiel in 7 Bildern (UA 1948, Chemnitz).
- 99 Kreuzworträtsel-Limericks (1990, Eulenspiegel-Verlag).
- Terzinen des Herzens – Gedichte und Nachdichtungen (1986, Lipsk).
- Lieder nach Gedichten von Annemarie Bostroem. Fünf Lieder für hohe Stimme von Ulrich Vogel (1998, Lipsk: Martin Krämer).
- Gedichte und Nachdichtungen, w: Anthologien im In- und Ausland.

Źródło